# Zootropolis: Město zvířat
Zootropolis: Město zvířat (v anglickém originále Zootopia) je americký animovaný film studia Walt Disney Pictures a režisérů Byrona Howarda a Riche Moorea. Hlavní postavy namluvili Ginnifer Goodwin, Jason Bateman, Idris Elba, Jenny Slate, Nate Torrence, Bonnie Hunt, Don Lake, Tommy Chong, J. K. Simmons, Octavia Spencer, Alan Tudyk a Shakira. Do amerických kin byl snímek o délce 108 minut uveden 4. března 2016, v Česku byl poprvé promítán o den dříve. V roce 2017 získal Oscara v kategorii Nejlepší celovečerní animovaný film.

## Příběh
Příběh se odehrává ve světě, kde lidé neexistují a zvířata se vyvinula ve vyspělejší bytosti. Hlavní postavou je králičí samička Judy Hopkavá, která má jediný sen, a to stát se policistkou. Když byla malá, vystupovala na slavnosti Dne mrkve jako ustrašená kořist. Tam Judy napadl zlý lišák Gideon Šedý za to, že se postavila za jednu ze svých kamarádek, které Gideon sebral lístky na slavnost. Judy lístky zachránila a rozhodla se, že se stane policistkou.
Když začala studovat na Zootropoliské policejní akademii, musela složit zkoušku, která obsahovala všechna prostředí Zootropole, a to Tundrákov, Písečnou pouť a Deštný prales. Od začátku jí zkouška moc nešla, ale pak se začala snažit navzdory vnitřním hlasům, které jí říkaly, že to nedokáže. Když byla Judy vyznamenána jako první králičí policistka Zootropole, musela se přestěhovat do jejího středu, kde seznámila se s domovnicí a se dvěma hlučnými sousedy.
První den se Judy vypraví do Zootropolis Police Academy, kde se seznámí s policistou Clawhauserem, tlustým gepardem, který je přesvědčen, že to tu není pro ni moc bezpečné. Judy se na ústředí seznámí také s ostatními policisty a s náčelníkem Bogem. Ten jí první den přidělí parkovací hlídku, což se Judy moc nelíbí, protože touží dělat věci jako opravdová policistka. Bogovi to je však jedno, přesto ji stejně  nechal rozdávat parkování.
Judyin první den je úspěšný, protože se jí pomocí svého sluchu a mrštnosti podaří rozdat 201 pokut. Později si ale všimne lišáka Nicka Wildea, který se vplížil do cukrárny pro slony. Judy se ho rozhodne sledovat. Je pak zklamaná, když zjistí, že chce jen koupit obří nanuk pro svého syna. Majitel cukrárny jim ale nechce nanuk prodat. Judy se vloží do rozhovoru mezi Nickem a slonem a řekne slonovi, že nabírání zmrzliny chobotem je přestupek, ale je ochotna to přehlédnout, když prodají lišákovi velký červený nanuk. Slon se rozhodl jim nanuk prodat. Vtom ale Nick zjistí, že nemá peníze a smutně se svým synem odchází pryč. Judy z lítosti zaplatila nanuk a dala ho Nickovi. Ten poděkuje, že je tak milá a že není jedna z těch, co si myslí, že se liškám nedá věřit. Judy je ráda, že jim pomohla a radostně šla dělat svoji práci.
Několik dalších hodin dělala svou práci, když si najednou všimla Nickova syna. Chtěla jít se s ním pozdravit, ale v tom uviděla, jak Nick na slunci nechává roztát nanuk, který mu koupila Judy. Nick potom se synem nakládal do auta roztavený nanuk ve sklenicích a odjeli pryč. Nejpodivnější na tom bylo, že jeho syn uměl řídit. Judy si uvědomila, že to není žádné liščátko, ale je to jen malý fenek Finnick. Judy se je rozhodla sledovat. nejdřív jeli do Tundrákova, kde pomocí malých tlapek Finnick dělal ve sněhu formu, aby tam mohl Nick nalít roztavený nanuk. Pak odjeli do Malých hlodavic v centru města, kde Nick prodal nanuky křečkům a morčatům. Finnick sebral všechny špejle z odpadních košů a odvezli je do druhé části hlodavic, kde špejle prodali jako surovinu na stavění domků pro myšky. Později Nick vyplácí Finnickovi peníze za obchod. Když Finnick odjel, pustila se do Nicka Judy. Řekla, že Nicka udá za nepovolené obchodování, převážení zboží mezi hranicemi města a za klamavou reklamu.. Nick měl ale moc dobré argumenty a Judy tak na něj nic neměla. Nakonec Nick odejde, když Judy uvízla v mokrém betonu.
Judy přišla domů strašně unavená a otrávená z rozhovoru s Nickem. Když si uvaří mrkvičku pro jednoho, kterou ale vyhodí, jí zavolají rodiče a všimnou si, že Judy není opravdová policistka a že dělá jen parkování. Po rozhovoru jde Judy spát. Další den Judy rozdává pokuty otráveným řidičům, kteří jí nadávají, že za ni musí platit daně a že nemůže dávat pokuty, když stojí na propadlém parkovacím místě jen pět minut.Judy si sedla do svého vozidla a začala bouchat hlavou do volantu.V tom k ní přiběhne prase a vykřikuje, že mu vykradli obchod. Judy se za zlodějem okamžitě vrhne. Začne pronásledování do Malých hlodavic, kde Judy zachrání malou rejsku před obří koblihou, kterou zloděj po Judy hodil. Tou obří koblihou Judy zloděje chytí.
Na ZPD dává náčelník Bogo Judy kázání, že neměla opustit stanoviště a neměla se plést do záležitosti skutečné policie. Během kázání přijde na stanici paní Vydrová, která naléhá na Náčelníka, aby jí našel jejího manžela. Bogo začne utěšovat paní Vydrovou. Judy řekne, že ten případ bere. Bogo Judy vyhodí a chce, aby paní Vydrové řekla, že ten případ nebere,že jí ruplo v bedně a že je vyhozena z práce. Když ale náčelník Bogo otevře dveře, uvidí paní Vydrovou jak mluví s místostarostkou Skopovou. Ta je nadšená, když se dozví, že Judy ten případ bere. Bogo dá Judy na ten případ 48 hodin, s podmínkou, že když selže, skončí. Judy to přijme a hned jde za Clawhauserem, který ji dá spis o panu Vydrovi. Jenže toho ve složce moc nebylo. Judy si nevěděla rady, dokud si nevšimne ,že pan Vydra má něco v ruce. Díky Clawhauserově sklenici od džusu si Judy všimla, že si koupil nanuk, který prodával Nick. To byla její hlavní stopa. Judy ihned jela vyhledat Nicka. Když ho našla, chce po Nickovi, aby jí pomáhal, jen kvůli tomu, že nahrála na průpisku Nickovo přiznání od ulívání z daní.
Jako první šli do nudistického klubu, kde jim jak Yax řekl, že ho odvezla bílá limuzína. Díky Yaxově dobré paměti si Judy napsala její SPZ (29THD03). Nick jí pak odvedl za svým přítelem Bleskem, který dělal na dopravním inspektorátu. Judy byla překvapena, když uviděla, že tam pracují jen Lenochodi. Judy málem zešílela z jejich pomalé rychlosti.
Když už měli informace o SPZ ,šli hledat limuzínu na parkoviště v Tundrákově. Při pátrání v limuzíně si Nick všiml, že limuzína patří panu Velkému, největšímu mafiánovi v Zootropoli. Když Nicka a Judy chytili lední medvědi, odvezli je za panem Velkým. Nick prozradí Judy, že ho pan Velký nenávidí kvůly tomu, že mu prodal koberec upletený z tchořího zadku. Jak za panem Velkým dorazili, chce je nechat zmrazit v ledové vodě. Zachrání je dcera pana Velkého, která poznala Judy, protože ji zachránila život před obří koblihou v Malých hlodavicích. pan Velký je pustí a prozradí Judy, že pan Vydra zdivočel a přepadl jeho řidiče Manchase a že pokud chtějí víc informací, mají jít za ním.
Judy a Nick jeli do pralesního okrsku, kde vyhledali pana Manchase v jeho domě. Ten jim řekne, že pan Vydra po zdivočení mluvil o Nočních vřešťanech. Než jim ale řekl něco víc, sám z neznámého důvodu zdivočel. Judy a Nick začali utíkat k lanovkovému centru, kde se chtěli pokusit o útěk před Manchasem. Judy mezitím zavolala Clawhauserovi a oznámila mu, že pan Manchas zdivočel. Ten ihned pošle jednotku policistů do pralesního okrsku. Judy zachrání Nickovi život připoutáním Manchase, když se po Nickovi vrhl. Judy a Nick museli skočit na liány, aby si zachránili před Manchasem život. Liány je ale svázaly a shodili je metr nad zemí, hlavou dolů. V té chvíli přijela policie. Když Judy chtěla náčelníku Bogovi ukázat zdivočelého Manchase, byl pryč. Bogo to už nevydržel a chtěl po Judy, aby mu vrátila průkaz. V tom se ale vloží do rozhovoru Nick a udělá něco, co nikdo nečekal, Judy obhájí a vysvětlí, že mají na vyřešení případu už jen 10 hodin. Judy Nickovi poděkuje a Nick Judy vysvětlí, ať nikdy nic nevzdává jako on, když se chtěl jako malý stát skautem, ale savci ho šikanovali za to, že je dravec a liška. Vtom rozhovoru mezi Judy a Nickem si Nick všimne, že všude po Zootropoli jsou rozmístěny kamery, a tak by mohly zjistit, kam zmizel pan Manchas. Judy si uvědomí, že má kamarádku na radnici. Místostarostka Skopová jim dá přístup ke kamerám, aby se podívali, kam mohl Manchas zmizet. Když místostarostka odešla, Nick našel tajný tunel vedoucí do opuštěné nemocnice za Zootropolí.
Když Judy a Nick dojeli na místo opuštěné nemocnice, ukázalo se, že není opuštěná. Byly tam všude strážní vlci, kteří hlídali hlavni vchod. Díky Judyina vytí rozptýlila vlky a dostali se kanálem dovnitř. Tam našli všechny ztracené dravce, které ukazoval náčelník Bogo na fotkách. Všichni tu byli zavřeni jako pokusné subjekty. Nick si všiml, že tu je pan Manchas a pan Vydra. Najednou se otevřely dveře a dovnitř vešel starosta Zootropole Lionheart s vědcem. Lionheart chtěl vědět, proč nejdou vyléčit všichni dravci. Judy to začala všechno nahrávat na mobil. Nahrála jak byl starosta rozrušený, když mu vědec řekl, že se to děje s jejich genetikou a že mohou zdivočet jen dravci. Starosta to nechtěl dát na veřejnost, protože nechtěl přijít o místo starosty.(KVŮLI TOMU, ŽE JE LEV). Najednou zavolali Judy rodiče a to ji s Nickem prozradilo. Utekli pomocí obřího hrošího záchodu, který byl v jejich cele. Spadli do odpadní šachty, která vedla do vodopádu u útesů. Judy a Nick ihned zavolali náčelníku Bogovi, který ihned na místo dorazil s policií a zatkl starostu s vlky a vědci.
Na tiskové konferenci oznámili, že se všichni dravci našli. Judy dala Nickovi přihlášku do policejního sboru a řekla, že by se jí hodil parťák. Když Judy vyzvali, aby na konferenci vysvětlila, co se s dravci stalo, nevěděla co říct, tak začala mluvit o jejich DNA a genetice a že zatím zdivočeli jen dravci. Když skončila s řečí, celé Zootropolis se začalo bát, že každý dravec může zdivočet. To co Judy řekla na konferenci se Nickovi nelíbilo. Řekl, že jestli mohou zdivočit dravci, může zdivočet on. Judy přiznala, že se Nicka bojí, když se ji pokusil jakoby sežrat. Nick jí vrátil přihlášku a odešel. Zootropolis se za ty týdny změnilo. Savci se začali bát dravců a nepokoje kvůli dravcům začaly stoupat. Judy to už nevydržela,když musel Clawhauser odejít a sama dala výpověď, z důvodu, že chtěla zlepšit svět a ne ho zhoršit.
Judy se vrátila na farmu svých rodičů, kde pracovala jako farmářka. Když se ji rodiče pokusili utěšit, přijel k nim sám Gideon Šedý, který pomáhá Judyině rodině jako pekař. Judy si začne povídat s Gideonem o jejich dětství. Gideon se jí začne omlouvat a na usmířenou jí dal koláč. V tom si Judy všimne, jak její táta křičí na děti, aby nechodily k modrým rostlinám, protože by se z toho mohly zbláznit, nebo zdivočet. Gideon Judy řekne, že těm rostlinám se říkalo Noční vřešťan. Judy si uvědomí, že touhle květinou mohl někdo otrávit dravce, aby to vypadalo, že zdivočeli. Judy si půjčila tátovo auto a vydala se hledat Nicka. Nejdřív našla Finnicka, aby jí řekl, kde je Nick. Ten jí řekl, že je v parku pod mostem, kde se opaluje. Jak ho Judy našla, ihned mu začala vysvětlovat, že někdo schválně otravuje dravce, aby to vypadalo, že zdivočeli. Nick jí nechce pomoct. Judy začne brečet a dávat si vše za vinu, omlouvat se a že když jí pomůže, může ji klidně až do smrti nenávidět. Nick jí nic neřekne. Pak zvedne propisku, kterou měla Judy a pustil jí z diktafonu, jak brečí a dává si vše za vinu. Nick jí řekne, že jí pomůže a že to může smazat, až to vyřeší.
Ihned se Judy a Nick vydávají za zlodějem, který vykradl květinářství. Hned jak ho našli, začali ho vyslýchat. Ten se zapřisáhl, že jim nic nepoví a že s tím nic neudělají. Tak ho odvezli za panem Velkým, aby jim pomohl při vyslýchání. Zloděj ze strachu o svůj život prozradí, že ukradl Noční vřešťan a prodal ho beranovi Dagovi, který bydlí v metru. Tam najdou starý vyřazený vlak, plný Nočního vřešťanu. Judy se pokusí vlak ukrást, ten ale při útěku před Dagem vykolejí a vybuchne. Jediný důkaz, co přežije je zbraň, která má v sobě jed z vřešťanu. Ihned chtějí projít skrz muzeum na ZPD. Než tam dorazí, u vchodu je zastaví místostarostka Skopová a chce, aby jí předali zbraň. Ihned jim dojde, že za vším stojí Skopová. Ta se je pokusí chytit a zastaví je tím, že je shodí do výběhu, co vypadá jako kopie Zootropole z dávných časů. Skopová nechtěla žádné svědky a tak vypálila jed na Nicka. Ten začal divočet a pokusil se Judy sežrat. Judy mu do cesty hodila vycpané zvíře, které ho mělo zabavit. Judy mezitím vyslýchala Skopovou, aby jí řekla všechen svůj plán. Nick se ale blížil a už se chystal Judy zakousnout. Jak ji zakousl, Judy začala předstírat, že z ní srší krev a že pak umřela. Skopová to nechápala. Nick se postaví vysvětlí jí, že jed nebyl v zbrani a že tam dal borůvky z Judyiny farmy. Skopová je přesvědčena, že to bude tvrzení proti tvrzení. Judy ale vytáhne mrkvovou propisku s diktafonem, kde je nahráno přiznání Skopové. Hopkavá přivolá do Muzea policii a Skopová končí ve vězení. Příběh končí tím, že Nick je přijat u ZPD, jako nový policista. Nakonec dostanou od Boga za úkol chytit auto za rychlou jízdu. Auto řídí Blesk z dopravního inspektorátu. Hned po dokončení práce se koná koncert hvězdy Gazzele.

## Obsazení
- Ginnifer Goodwin (český dabing: Tereza Martinková) jako Judy Hopkavá (v originále Judy Hopps), králičice, která jela do Zootropole, aby si splnila sen stát se policistkou.
- Jason Bateman (český dabing: Petr Lněnička) jako Nicholas P. „Nick“ Wilde, prohnaný lišák, který je známý svým obchodem s nanuky. Jako malý se chtěl stát skautem.
- Idris Elba (český dabing: Zbyšek Horák) jako náčelník Bogo, šéf místní policie a velký bručoun, kterému je všechno jedno. Je to buvol.
- Jenny Slate (český dabing: Jana Zenáhlíková) jako Dawn Skopová, asistentka starosty, která bývá často přehlížená. Je tichá a moc se neukazuje. Je to ovce.
- Nate Torrence (český dabing: Lumír Olšovský) jako Benjamin Clawhauser, tlustý gepard, který je známý jako milovník koblih
- Bonnie Hunt (český dabing: Jitka Smutná) jako Bonnie Hopkavá (v originále Bonnie Hopps), matka Judy, s manželem Stuartem má kromě Judy 270 dětí. Oba jsou starostliví a rádi pěstují mrkev.
- Don Lake (český dabing: Mojmír Maděrič) jako Stuart „Stu“ Hopkavý (v originále Stuart „Stu“ Hopps), otec Judy a manžel Bonnie
- Tommy Chong (český dabing: David Suchařípa) jako Jax-Jax (v originále Yax), jak, který je členem klubu nudistů. Říká, že nemá moc velkou paměť, ale Judy si myslí něco jiného.
- J. K. Simmons (český dabing: Miloslav Mejzlík) jako Leodore Lionheart. Lev, který je starostou Zootropole. Moc rád je středem pozornosti.
- Octavia Spencer (český dabing: Petra Hobzová) jako paní Vydrová (v originále Mrs. Otterton)
- Alan Tudyk (český dabing: Jiří Panzner) jako Lasičák (v originále Duke Weaselton)
- Shakira (český dabing: Dana Černá) jako Gazelle, gazela a popová hvězda. Shakira pro film nazpívala píseň „Try Everything“.

## Ocenění a nominace
| Ocenění                                        | Datum ceremoniálu  | Kategorie                                               | Nominovaní | Výsledek  |
| ---------------------------------------------- | ------------------ | ------------------------------------------------------- | --- | --------- |
| AARP                                           | 6. února 2017      | Nejlepší film pro dosěplé, kteří odmítají být dospělími | Zootropolis: Město zvířat | nominace  |
| Oscar                                          | 26. února 2017     | Nejlepší animovaný film                                 | Zootropolis: Město zvířat | vítězství |
| African-American Film Critics Association      | 8. února 2017      | Nejlepší animovaný film                                 | Zootropolis: Město zvířat | vítězství |
| Alliance of Women Film Journalists             | 21. prosince 2016  | Nejlepší animovaný film                                 | Zootropolis: Město zvířat | vítězství |
| Alliance of Women Film Journalists             | 21. prosince 2016  | Nejlepší animovaná postava                              | Ginnifer Goodwin | vítězství |
| American Cinema Editors                        | 27. ledna 2017     | Nejlepší střih – animovaný film                         | Fabienne Rawley a Jeremy Milton | vítězství |
| Americký filmový institut                      | 7. prosince 2016   | Nejlepších deset filmů roku 2016                        | Zootropolis: Město zvířat | vítězství |
| Cena Annie                                     | 4. února 2017      | Nejlepší animovaný film                                 | Zootropolis: Město zvířat | vítězství |
| Cena Annie                                     | 4. února 2017      | Nejlepší návrh postavy                                  | Cory Loftis | vítězství |
| Cena Annie                                     | 4. února 2017      | Nejlepší režie                                          | Byron Howard a Rich Moore | vítězství |
| Cena Annie                                     | 4. února 2017      | Nejlepší příběh                                         | Dean Wellins | vítězství |
| Cena Annie                                     | 4. února 2017      | Nejlepší scénář                                         | Jared Bush a Phil Johnston | vítězství |
| Cena Annie                                     | 4. února 2017      | Nejlepší hlas                                           | Jason Bateman | vítězství |
| Cena Annie                                     | 4. února 2017      | Nejlepší animované efekty                               | Dong Joo Byun, Henrik Fält, Sam Klock, Rattanin Sirinaruemarn a Thom Wickes | nominace  |
| Cena Annie                                     | 4. února 2017      | Nejlepší animace postavy                                | Dave Hardin | nominace  |
| Cena Annie                                     | 4. února 2017      | Nejlepší animace postavy                                | Chad Sellers | nominace  |
| Cena Annie                                     | 4. února 2017      | Nejlepší výprava                                        | David Goetz a Matthias Lechner | nominace  |
| Cena Annie                                     | 4. února 2017      | Nejlepší střih                                          | Jeremy Milton a Fabienne Rawley | nominace  |
| Austin Film Critics Association                | 28. prosince 2016  | Nejlepší animovaný film                                 | Zootropolis: Město zvířat | nominace  |
| Black Reel Awards                              | 16. února 2017     | Nejlepší hlas                                           | Idris Elba | nominace  |
| British Academy Children's Awards              | 20. listopadu 2016 | Nejlepší animovaný film                                 | Byron Howard, Rich Moore a Clark Spencer | vítězství |
| British Academy Children's Awards              | 20. listopadu 2016 | Hlas dětí                                               | Zootropolis: Město zvířat | vítězství |
| Filmová cena Britské akademie                  | 12. února 2017     | Nejlepší animovaný film                                 | Zootropolis: Město zvířat | nominace  |
| Casting Society of America                     | 19. ledna 2017     | Nejlepší casting – animovaný film                       | Jamie Sparer Roberts | nominace  |
| Cena Grammy                                    | 12. února 2017     | Nejlepší filmová píseň                                  | Sia a Stargate – „Try Everything“ | nominace  |
| Chicago Film Critics Association               | 15. prosince 2016  | Nejlepší animovaný film                                 | Zootropolis: Město zvířat | nominace  |
| Cinema Audio Society Awards                    | 18. února 2017     | Nejlepší zvuk – animovaný film                          | Scott Curtis, David E. Fluhr, Gabriel Guy, Joel Iwataki a Paul McGrath | nominace  |
| Critics' Choice Movie Awards                   | 11. prosinec 2016  | Nejlepší animovaný film                                 | Zootropolis: Město zvířat | vítězství |
| Dallas–Fort Worth Film Critics Association     | 13. prosince 2016  | Nejlepší animovaný film                                 | Zootropolis: Město zvířat | vítězství |
| Florida Film Critics Circle                    | 23. prosince 2016  | Nejlepší animovaný film                                 | Zootropolis: Město zvířat | 2. místo  |
| Zlatý glóbus                                   | 8. leden 2017      | Nejlepší animovaný film                                 | Zootropolis: Město zvířat | vítězství |
| Golden Trailer Awards                          | 4. května 2016     | Nejlepší televizní reklama                              | Try Everything Voice 3 Days – IMAX" | nominace  |
| Golden Trailer Awards                          | 4. května 2016     | Nejlepší reklama                                        | Oscar Review | vítězství |
| Golden Trailer Awards                          | 4. května 2016     | Nejlepší reklama pro značku                             | Popcorn Club | nominace  |
| Golden Trailer Awards                          | 6. června 2017     | Nejlepší rádiová reklama                                | Zootopia Awards | nominace  |
| Hollywood Film Awards                          | 6. listopadu 2016  | Nejlepší animovaný film                                 | Zootropolis: Město zvířat | vítězství |
| Hollywood Music in Media Awards                | 17. listopadu 2016 | Nejlepší skladatel – animovaný film                     | Michael Giacchino | nominace  |
| Hollywood Music in Media Awards                | 17. listopadu 2016 | Nejlepší filmová píseň                                  | Sia a Stargate – „Try Everything“ | nominace  |
| Hollywood Post Alliance                        | 17. listopadu 2016 | Nejlepší zvuk                                           | David Fluhr, Gabriel Guy a Addison Teague | nominace  |
| Houston Film Critics Society                   | 6. ledna 2017      | Nejlepší animovaný film                                 | Zootropolis: Město zvířat | nominace  |
| International Film Music Critics Association   | 23. února 2017     | Nejlepší skladatel – animovaný film                     | Michael Giacchino | nominace  |
| Japan Academy Prize                            | 3. března 2017     | Nejlepší cizojazyčný film                               | Zootopia | nominace  |
| Kids' Choice Awards                            | 11. března 2017    | Nejlepší animovaný film                                 | Zootropolis: Město zvířat | nominace  |
| Kids' Choice Awards                            | 11. března 2017    | Nejlepší nepřátelé                                      | Jason Bateman a Ginnifer Goodwin | vítězství |
| Motion Picture Sound Editors                   | 19. února 2017     | Nejlepší zvuk – animovaný film                          | Jeremy Bowker, Ronni Brown, Stephen M. Davis, Christopher Flick, Earl Ghaffari, Lee Gilmore, Dan Laurie, Willard Overstreet, John Roesch, Addison Teague, Daniel Waldman a Jack Whittaker | nominace  |
| New York Film Critics Circle                   | 1. prosince 2016   | Nejlepší animovaný film                                 | Zootropolis: Město zvířat | vítězství |
| Online Film Critics Society                    | 3. ledna 2017      | Nejlepší animovaný film                                 | Zootropolis: Město zvířat | nominace  |
| Oscar                                          | 26. února 2017     | Nejlepší animovaný film                                 | Zootropolis: Město zvířat | vítězství |
| People's Choice Awards                         | 18. ledna 2017     | Nejlepší film                                           | Zootopia | nominace  |
| People's Choice Awards                         | 18. ledna 2017     | Nejlepší rodinný film                                   | Zootopia | nominace  |
| People's Choice Awards                         | 18. ledna 2017     | Nejlepší mužský hlas                                    | Jason Bateman | nominace  |
| People's Choice Awards                         | 18. ledna 2017     | Nejlepší ženský hlas                                    | Ginnifer Goodwin | nominace  |
| Producers Guild of America                     | 28. ledna 2017     | Nejlepší producent – animovaný film                     | Clark Spencer | vítězství |
| San Diego Film Critics Society                 | 12. prosince 2016  | Nejlepší animovaný film                                 | Zootropolis: Město zvířat | nominace  |
| San Francisco Film Critics Circle              | 11. prosince 2016  | Nejlepší animovaný film                                 | Zootropolis: Město zvířat | nominace  |
| Satellite Awards                               | 19. února 2017     | Nejlepší animovaný film                                 | Zootropolis: Město zvířat | nominace  |
| Cena Saturn                                    | 28. června 2017    | Nejlepší animovaný film                                 | Zootropolis: Město zvířat | nominace  |
| Science Fiction and Fantasy Writers of America | 20. května 2017    | Ray Bradbury Award                                      | Jared Bush, Phil Johnston a Byron Howard | nominace  |
| St. Louis Film Critics Association             | 18. prosince 2016  | Nejlepší animovaný film                                 | Zootropolis: Město zvířat | vítězství |
| Teen Choice Awards                             | 31. července 2016  | Nejlepší filmová píseň                                  | Shakira – „Try Everything“ | nominace  |
| Toronto Film Critics Association               | 11. prosince 2016  | Nejlepší animovaný film                                 | Zootropolis: Město zvířat | vítězství |
| Village Voice Film Poll                        | 6. ledna 2017      | Nejlepší animovaný film                                 | Zootropolis: Město zvířat | 3. místo  |
| Visual Effects Society                         | 7. února 2017      | Nejlepší vizuální efekty – animovaný film               | David Goetz, Scott Kersavage, Ernest J. Petti a Bradford S. Simonsen | nominace  |
| Visual Effects Society                         | 7. února 2017      | Nejlepší simulační efekty – animovaný film              | Nicholas Burkard, Moe El-Ali, Claudia Chung Sanii a Thom Wickes | nominace  |
| Washington D.C. Area Film Critics Association  | 5. prosince 2016   | Nejlepší animovaný film                                 | Zootropolis: Město zvířat | nominace  |
| Washington D.C. Area Film Critics Association  | 5. prosince 2016   | Nejlepší hlas                                           | Jason Bateman | nominace  |
| Washington D.C. Area Film Critics Association  | 5. prosince 2016   | Nejlepší hlas                                           | Ginnifer Goodwin | nominace  |